# Bandera de Maryland
La bandera de Maryland está compuesta por las banderas heráldicas de la familia de George Calvert, I barón de Baltimore. Es la única de las banderas de los Estados Unidos que está basada en la heráldica británica. Fue adoptada por el estado de Maryland, de forma oficial, en 1904.

## Diseño
El diseño con los colores oro y negro de la bandera es el propio de la familia Calvert. Estas fueron dadas a Calvert como consecuencia del asalto a una fortaleza en una batalla (las barras verticales se acercan sobre las barras de la empalizada). 
El diseño rojo y blanco es el de la familia Crossland, la familia de la madre de Calvert, una cruz. George Calvert adoptó un escudo de armas que incluyó un escudo con cuadrantes alternados que destacan tanto los colores de su familia paterna (en el primer y cuarto cuarto) y de su familia materna (en el segundo y tercer cuarto).

## Remate del asta
Cuenta con especificaciones para el asta. En 1945 la Asamblea General de Maryland determinó que el coronamiento del asta llevara forma de cruz dorada.

## Historia
La colonia del Maryland fue fundada por Cecil Calvert, II Barón de Baltimore, de ahí el empleo del escudo de armas de su familia en la bandera. Al principio, solo el diseño en oro y negro fue asociado con Maryland. El emblema rojo y blanco de la familia Crossland gana popularidad durante la guerra civil estadounidense, en la cual Maryland no dejó la Unión a pesar del apoyo popular a la Confederación. Aquellos hombres de Maryland que apoyaron la secesión (muchos de los cuales habían luchado en el Ejército de Virginia del Norte) estaban poco dispuestos a usar (y luchar) bajo la bandera que fueron asociados con un estado que, de mala gana o no, había permanecido en la Unión.
Éstos adoptaron la bandera de la familia Crossland, que tenía la ventaja de ser roja y blanca (colores vistos como los "colores de secesión").